# Trộm báu vật
Trộm báu vật (tựa tiếng Anh: Once Upon a Time; tiếng Hàn: 원스 어폰 어 타임; Romaja: Wonseu-eopon-eo-taim) là phim điện ảnh Hàn Quốc năm 2008 do Jeong Yong-ki đạo diễn và chuyển thể từ kịch bản của Cheon Seong-il. Đây là bộ phim có đề tài cướp mang yếu tố hài hước, lấy bối cảnh ở Hàn Quốc vào thập niên 1940. Phim có sự tham gia của Park Yong-woo vai bậc thầy lừa đảo và Lee Bo-young vai một ca sĩ nhạc jazz; họ lên kế hoạch đánh cắp một kim cương đắt giá từ chính quyền của Nhật Bản. Phim ra rạp tại Hàn Quốc vào ngày 30 tháng 1 năm 2008.